# Bonifacio Sanmartín Eslava
Bonifacio Sanmartín Eslava (Burlata, Navarra, 1829 - Madrid, 19 de maig de 1904) fou un compositor, violoncel·lista i editor del segle xix.
Fill de Catalina, germana gran d'Hilarión Eslava. Aquest va ser l'encarregat de l'educació musical del seu nebot, que va abandonar el seu primer cognom per donar-se a conèixer per Bonifacio Eslava. Els seus primers anys d'estudis musicals varen prendre lloc a Pamplona, malgrat que després es va mudar amb el seu oncle a Madrid (1844). Allà estudià violoncel i piano, mentre el seu oncle l'educava en harmonia i composició. Va ingressar en l'orquestra del Teatre Reial com a violoncel·lista, lloc que el va ajudar a rebre també una plaça com a mestre de la Capella Reial.
Fou creador de l'Editorial Eslava, que en 1857 va emprendre la publicació d'una biblioteca musical, que va obtenir una gran acceptació i va donar l'oportunitat a molts compositors de poder editar les seves obres.